# Ivo Radovniković
Ivo Radovniković (Split, 9. veljače 1918. – Split, 27. listopada 1977.) bio je hrvatski nogometaš i trener.

## Omladinska škola
Još kao dječak stalno je igrao nogomet u Hajdukovom dvorištu, na Starom placu. Od najranijih dana bio je u "tićima i repcima", kako se popularno nazivala Hajdukova nogometna škola. Brzo napreduje te s 18 godina prvi put nastupa za seniorsku momčad Hajduka, na gostovanju protiv tadašnjeg kluba Bata Borovo.

## Prvi nastup
U svojoj karijeri Radovniković je za Hajduk postigao 160 golova u 475 nastupa. Odigrao je 172 službene utakmice i to 159 u prvenstvu s 38 golova i 13 za kup s 4 gola. U prijateljskim nastupima dao je 118 golova u 303 utakmice.
Prva službena mu je utakmica bila protiv zagrebačke Concordije 12. rujna 1937. koju je Hajduk dobio s 4:2 na Starom placu u Splitu. Na golu je bio Bartul Čulić, a igrali su još Šime Milutin, Jozo Matošić, Anđelko Marušić, Miroslav Dešković, Đuro Purišić, Miro Jukić, Leo Lemešić, Vladimir Kragić i Branko Bakotić. Dva gola dao je Lemešić i po jedan Kragić i Bakotić

## Prva momčad
Od tada, Ivo Radovniković postaje nazamjenljivi igrač u momčadi. Osvaja s Hajdukom Prvenstvo Banovine Hrvatske 1940/41. Karijeru mu privremeno prekida početak 2. svjetskog rata kada Hajduk - kao i ostali splitski klubovi - biva raspušten. U svibnju 1944. Hajduk na otoku Visu nastavlja s radom, još uvijek u vrijeme rata. U toj ratnoj epopeji, Ivo Radovniković je zabilježio najviše nastupa u bijelom dresu od svih igrača - 85 utakmica. Nakon rata nastavlja igrati i zabilježio je titulu prvaka Narodne Republike Hrvatske 1946. kao i dvije titule prvaka države 1950. i 1952. godine. Karijeru završava u sezoni 1952/53.
Statistika u Hajduku
| Natjecanje        | Nastupi | Zgoditci |
| ----------------- | ------- | -------- |
| Prvenstvo         | 159     | 38       |
| Kup               | 13      | 4        |
| Superkup          | 0       | 0        |
| Međunarodne       | 0       | 0        |
| Splitski podsavez | 0       | 0        |
| Ukupno            | 172     | 42       |
| Prijateljske      | 303     | 118      |
| Sveukupno         | 475     | 160      |

## Reprezentacija
Iako je s reprezentacijom Jugoslavije nastupio je i na Svjetskom nogometnom prvenstvu u Brazilu 1950., nije nastupio za reprezentaciju u niti jednoj službenoj utakmici.

## Trenerska karijera
Po završetku igračke karijere, Radovniković se posvetio trenerskom poslu. U početku je preuzeo momčad mostarskog Veleža i uveo ga u sezoni 1954/55. u 1. saveznu ligu. Nakon toga postaje trener Hajdukovih juniora i tu se zadržava do 1958. kada preuzima Hajduka u teškom razdoblju po splitski klub. U Hajduku je u to vrijeme bila smjena generacija, koja ih je teško pogodila. Radovniković potom vodi Slogu iz Doboja, te nekoliko klubova sa splitskog područja, među njima i Split.